# Dallas Area Rapid Transit

Dallas vasúti hálózata – a vastag vonalak a központba tartó négy könnyűvasút, amelyek némelyikének végpontjain regionális vonatok közlekednek

A Dallas Area Rapid Transit (DART) a texasi Dallas-Fort Worth metropoliszban működő közlekedési vállalat. Buszokat, könnyü vasutat, elővárosi vasutat és nagy forgalmú járműsávokat üzemeltet Dallasban és tizenkét elővárosában. A társaság 2023-ban 50 463 300 főt szállított el, ami 2024 első negyedévétől kezdve hétköznaponként körülbelül 157 900 főt jelent.
A DART-ot 1983-ban hozták létre az önkormányzati buszrendszer felváltására, és a régió közlekedési hálózatának bővítését a tagvárosokban kivetett forgalmi adóból finanszírozta. A DART Light Rail 1996-ban kezdte meg működését, és 93 mérföld (149,7 km) hosszú pályán közlekedik. Ez volt az Amerikai Egyesült Államok leghosszabb könnyűvasúti rendszere 2022-ig, amikor a Los Angeles Metro Rail a K Line megnyitásával megelőzte.
A DART a Trinity Metroval közösen üzemelteti a Trinity Railway Express elővárosi vasútvonalat Dallas és Fort Worth között. Az ügynökség üzemelteti továbbá a dallasi villamosvonalat, és finanszírozza a nonprofit M-Line trolivonalat.

## Hálózat
A Dallas Area Rapid Transit hálózata az alábbi elemekből áll:
- 91 buszvonal;
- 32 on-demand zóna (igény alapú tömegközlekedés);
- 4 light rail vonal;
- 1 elővárosi vasútvonal;
- 1 modern villamosvonal[1]